# StarDance …když hvězdy tančí (11. řada)
Jedenáctá řada StarDance …když hvězdy tančí, taneční televizní show, měla premiéru na programu ČT1 veřejnoprávní České televize 16. října 2021. Hlavním choreografem byl nově Marek Zelinka. Celou řadou se jako námět prolínal čas. Poprvé v soutěži se tančil charleston.
Kvůli pandemii covidu-19 museli být všichni diváci a účastníci před vstupem do ateliéru testováni a uvnitř se pohybovat v respirátoru. Po usazení na místo jej v prvních dvou dílech mohli odložit. Odstraněna byla také první řada židlí nejblíže u parketu.

## Porota a moderátoři
V porotě, stejně jako v minulé řadě, zasedli Tatiana Drexler, Zdeněk Chlopčík, Jan Tománek a Richard Genzer. V šestém a sedmém dílu nahradil Zdeňka Chlopčíka z důvodu zdravotních problémů Václav Kuneš.
Stálou moderátorskou dvojici znovu tvořili Marek Eben a Tereza Kostková. Navzdory zavedeným opatřením byla Kostková po druhém dílu pozitivně testována na covid. Ve třetím dílu ji proto nahradil Aleš Háma.

## Hudba
O hudební doprovod se postarali MoonDance Orchestra Martina Kumžáka spolu s Epoque Quartet. Zpěvem doprovázeli tanečníky Naďa Wepperová, Dasha, Alena Průchová, Kateřina Korbelová, Michal Cerman, Dušan Kollár a Adam Koubek. Při úvodních představováních tanečních párů zaznívala píseň „I Wanna Dance with Somebody (Who Loves Me)“ od Whitney Houston (kromě 2., 3. a 5. večera).

## Soutěžící
Všech 20 účastníků 11. řady bylo představeno v dubnu roku 2021. Až od 10. června 2021 bylo ale postupně odhalováno, jak budou jednotlivé páry vypadat. První oznámený pár tvořili herečka Simona Babčáková a Martin Prágr, který tančil také v řadě předchozí. Další dvojicí se stala první farářka v soutěži Martina Viktorie Kopecká a Marek Dědík, který do soutěže vstoupil již popáté. Třetí pár tvořili herec Jan Cina a Adriana Mašková, která v poslední řadě tančila poprvé. Čtvrtou dvojicí se stali herec Zdeněk Godla a Tereza Prucková, která se v soutěži objevila již třikrát, tehdy ještě jako Bufková. Pátý odtajněný taneční pár vytvořili tenistka Andrea Sestini Hlaváčková a tanečník Michal Necpál, který bojoval o vítězství již popáté. Šestým párem byli zpěvačka Tereza Černochová a tanečník Dominik Vodička, který v předchozí řadě vyhrál. Další dvojice se skládala z herečky Mariky Šoposké a Robina Ondráčka, který tančil už v deváté řadě. Osmý pár sestával z krasobruslaře Tomáše Vernera a Kristýny Coufalové, která tančila v první řadě. Devátým párem byl herec Pavel Trávníček a Veronika Lálová, která se v soutěži objevila už potřetí. Desátý pár tvořili zpěvák Mirai Navrátil a Lenka Nora Návorková.
| Pořadí | Celebrita                 | Povolání celebrity | Profesionální tanečník                                       | Výsledek  |
| ------ | ------------------------- | ------------------ | ------------------------------------------------------------ | --------- |
| SD 6   | Jan Cina                  | herec              | Adriana Mašková                                              | 1. místo  |
| SD 8   | Martina Viktorie Kopecká  | farářka            | Marek Dědík                                                  | 2. místo  |
| SD 10  | Tomáš Verner              | krasobruslař       | Kristýna Coufalová                                           | 3. místo  |
| SD 7   | Tereza Černochová         | zpěvačka           | Dominik Vodička (1.–⁠2., 4.–8. díl) Michal Kurtiš (3. díl)    | 4. místo  |
| SD 4   | Mirai Navrátil            | hudebník           | Lenka Nora Návorková (1.–6. díl) Tereza Prucková (7. díl)    | 5. místo  |
| SD 3   | Andrea Sestini Hlaváčková | tenistka           | Michal Necpál (1., 2., 4. díl) Jakub Necpál (3., 5., 6. díl) | 6. místo  |
| SD 1   | Marika Šoposká            | herečka            | Robin Ondráček (1.–⁠2., 4.–5. díl) Michal Bureš (3. díl)      | 7. místo  |
| SD 9   | Zdeněk Godla              | herec              | Tereza Prucková                                              | 8. místo  |
| SD 5   | Simona Babčáková          | herečka            | Martin Prágr                                                 | 9. místo  |
| SD 2   | Pavel Trávníček           | herec              | Veronika Lálová                                              | 10. místo |

### Zdravotní komplikace
Z důvodu nařízené karantény se nemohli 3. soutěžního večera zúčastnit dva páry a za tři profesionální tanečníky nastoupili náhradníci. Místo Dominika Vodičky s Terezou Černochovou tančil Michal Kurtiš, Andrea Sestini Hlaváčková měla po boku místo svého tanečníka Michala Necpála jeho bratra Jakuba a náhradníkem za Robina Ondráčka u Mariky Šoposké byl Michal Bureš. Simona Babčáková s Martinem Prágrem a Mirai Navrátil s Lenkou Norou Návorkovou nemohli tančit vůbec.
Z důvodu nemoci se 3., 5. a 6. večera nezúčastnil partner Andrey Sestini Hlaváčkové Michal Necpál a nahradil ho jeho bratr Jakub. Z důvodu nařízené izolace po pozitivním testu na koronavirus se nemohl 6. ani 7. soutěžního večera zúčastnit porotce Zdeněk Chlopčík a nahradil ho Václav Kuneš. Sedmého večera se z důvodu problémů se zády nezúčastnila Lenka Nora Návorková a nahradila ji již vyřazená Tereza Prucková. Návorková později měla i pozitivní test na koronavirus.
Mirai Navrátil měl před vysíláním 8. dílu pozitivní výsledek testu na covid a kvůli následné izolaci se nemohl zúčastnit přímého přenosu. Jelikož už se jednoho večera nezúčastnil, musel soutěž opustit.

## Bodování
|  | nejvyšší body poroty |  | vyřazení ze soutěže |  | odstoupení pro covid-19 |

Porotci rozhodují pomocí bodování a diváci SMS zprávami.
| Pár         | Pár                       | Výsledek    | Bodování poroty v tanečních večerech | Bodování poroty v tanečních večerech | Bodování poroty v tanečních večerech | Bodování poroty v tanečních večerech | Bodování poroty v tanečních večerech | Bodování poroty v tanečních večerech | Bodování poroty v tanečních večerech | Bodování poroty v tanečních večerech | Bodování poroty v tanečních večerech | Bodování poroty v tanečních večerech | Bodování poroty v tanečních večerech | Bodování poroty v tanečních večerech | Bodování poroty v tanečních večerech |
| Pár         | Pár                       | Výsledek    | 1.                                   | 2.                                   | 3.                                   | 4.                                   | 3. + 4.                              | 5.                                   | 6.                                   | 7.                                   | 8.                                   | 7. + 8.                              | 9.                                   | 10.                                  | 9. + 10.                             |
| ----------- | ------------------------- | ----------- | ------------------------------------ | ------------------------------------ | ------------------------------------ | ------------------------------------ | ------------------------------------ | ------------------------------------ | ------------------------------------ | ------------------------------------ | ------------------------------------ | ------------------------------------ | ------------------------------------ | ------------------------------------ | ------------------------------------ |
| SD 6        | Jan Cina                  | 1. místo    | 32                                   | 26                                   | 34                                   | 35                                   | 69                                   | 22                                   | 34 + 0 = 34                          | 38                                   | 29 + 40 = 69                         | 107                                  | 40 + 35 = 75                         | 38 + 40 + 40 = 118                   | 193                                  |
| SD 6        | Adriana Mašková           | 1. místo    | 32                                   | 26                                   | 34                                   | 35                                   | 69                                   | 22                                   | 34 + 0 = 34                          | 38                                   | 29 + 40 = 69                         | 107                                  | 40 + 35 = 75                         | 38 + 40 + 40 = 118                   | 193                                  |
| SD 8        | Martina Viktorie Kopecká  | 2. místo    | 22                                   | 28                                   | 30                                   | 27                                   | 57                                   | 23                                   | 26 + 0 = 26                          | 25                                   | 30 + 39 = 69                         | 94                                   | 32 + 34 = 66                         | 32 + 33 + 40 + 105                   | 171                                  |
| SD 8        | Marek Dědík               | 2. místo    | 22                                   | 28                                   | 30                                   | 27                                   | 57                                   | 23                                   | 26 + 0 = 26                          | 25                                   | 30 + 39 = 69                         | 94                                   | 32 + 34 = 66                         | 32 + 33 + 40 + 105                   | 171                                  |
| SD 10       | Tomáš Verner              | 3. místo    | 32                                   | 29                                   | 32                                   | 36                                   | 68                                   | 36                                   | 35 + 1 = 36                          | 39                                   | 34 + 40 = 74                         | 113                                  | 39 + 40 = 79                         | 39 + 40 + 34 = 113                   | 192                                  |
| SD 10       | Kristýna Coufalová        | 3. místo    | 32                                   | 29                                   | 32                                   | 36                                   | 68                                   | 36                                   | 35 + 1 = 36                          | 39                                   | 34 + 40 = 74                         | 113                                  | 39 + 40 = 79                         | 39 + 40 + 34 = 113                   | 192                                  |
| SD 7        | Tereza Černochová         | 4. místo    | 27                                   | 30                                   | 27                                   | 39                                   | 66                                   | 32                                   | 36 + 1 = 37                          | 32                                   | 37 + 34= 71                          | 103                                  | —                                    | —                                    | —                                    |
| SD 7        | Dominik Vodička           | 4. místo    | 27                                   | 30                                   | 27                                   | 39                                   | 66                                   | 32                                   | 36 + 1 = 37                          | 32                                   | 37 + 34= 71                          | 103                                  | —                                    | —                                    | —                                    |
| SD 4        | Mirai Navrátil            | 5. místo    | 22                                   | 26                                   | —                                    | 27                                   | 27                                   | 33                                   | 31 + 1 = 32                          | 28                                   | —                                    | —                                    | —                                    | —                                    | —                                    |
| SD 4        | Lenka Nora Návorková      | 5. místo    | 22                                   | 26                                   | —                                    | 27                                   | 27                                   | 33                                   | 31 + 1 = 32                          | 28                                   | —                                    | —                                    | —                                    | —                                    | —                                    |
| SD 3        | Andrea Sestini Hlaváčková | 6. místo    | 25                                   | 25                                   | 32                                   | 31                                   | 63                                   | 27                                   | 33 + 0 = 33                          | —                                    | —                                    | —                                    | —                                    | —                                    | —                                    |
| SD 3        | Michal Necpál             | 6. místo    | 25                                   | 25                                   | 32                                   | 31                                   | 63                                   | 27                                   | 33 + 0 = 33                          | —                                    | —                                    | —                                    | —                                    | —                                    | —                                    |
| SD 1        | Marika Šoposká            | 7. místo    | 24                                   | 26                                   | 25                                   | 29                                   | 54                                   | 32                                   | —                                    | —                                    | —                                    | —                                    | —                                    | —                                    | —                                    |
| SD 1        | Robin Ondráček            | 7. místo    | 24                                   | 26                                   | 25                                   | 29                                   | 54                                   | 32                                   | —                                    | —                                    | —                                    | —                                    | —                                    | —                                    | —                                    |
| SD 9        | Zdeněk Godla              | 8. místo    | 16                                   | 21                                   | 29                                   | 22                                   | 51                                   | —                                    | —                                    | —                                    | —                                    | —                                    | —                                    | —                                    | —                                    |
| SD 9        | Tereza Prucková           | 8. místo    | 16                                   | 21                                   | 29                                   | 22                                   | 51                                   | —                                    | —                                    | —                                    | —                                    | —                                    | —                                    | —                                    | —                                    |
| SD 5        | Simona Babčáková          | 9. místo    | 27                                   | 22                                   | —                                    | —                                    | —                                    | —                                    | —                                    | —                                    | —                                    | —                                    | —                                    | —                                    | —                                    |
| SD 5        | Martin Prágr              | 9. místo    | 27                                   | 22                                   | —                                    | —                                    | —                                    | —                                    | —                                    | —                                    | —                                    | —                                    | —                                    | —                                    | —                                    |
| SD 2        | Pavel Trávníček           | 10. místo   | 19                                   | 17                                   | —                                    | —                                    | —                                    | —                                    | —                                    | —                                    | —                                    | —                                    | —                                    | —                                    | —                                    |
| SD 2        | Veronika Lálová           | 10. místo   | 19                                   | 17                                   | —                                    | —                                    | —                                    | —                                    | —                                    | —                                    | —                                    | —                                    | —                                    | —                                    | —                                    |
| Celkem      | Celkem                    | Celkem      | 246                                  | 250                                  | 209                                  | 246                                  | —                                    | 205                                  | 195 + 3 = 198                        | 162                                  | 283                                  | —                                    | 220                                  | 336                                  | —                                    |
| Průměr      | Průměr                    | Průměr      | 24,6                                 | 25                                   | 29,9                                 | 30,8                                 | —                                    | 29,2                                 | 32,5 + 0,5 = 33                      | 32,4                                 | 70,8                                 | —                                    | 73,3                                 | 112                                  | —                                    |
| Párů v kole | Párů v kole               | Párů v kole | 10                                   | 10                                   | 7                                    | 8                                    | —                                    | 7                                    | 6                                    | 5                                    | 4                                    | —                                    | 3                                    | 3                                    | —                                    |

## Taneční večery

### 1. díl (16. října 2021)
První večer zahájilo deset profesionálních tanečníků XI. řady vystoupením inspirovaným časem, který se bude prolínat celou sérií. Páry tančili choreografii Marka Zelinky na skladbu „Caught My Eye“ od skupiny Strangely Arousing. Soutěžně se pak tančili samba, valčík a cha-cha.
Závěrečnou písní 1. večera byla „I Wish“ od Stevieho Wondera.
| P   | Pár   | Pár                       | Tanec   | Hudba                                                           | Body   | Body    | Body    | Body     | Body   |
| P   | Pár   | Pár                       | Tanec   | Hudba                                                           | Genzer | Drexler | Tománek | Chlopčík | Celkem |
| --- | ----- | ------------------------- | ------- | --------------------------------------------------------------- | ------ | ------- | ------- | -------- | ------ |
| 1.  | SD 1  | Marika Šoposká            | samba   | „Iko Iko“ (Justin Wellington)                                   | 6      | 6       | 6       | 6        | 24     |
| 1.  | SD 1  | Robin Ondráček            | samba   | „Iko Iko“ (Justin Wellington)                                   | 6      | 6       | 6       | 6        | 24     |
| 2.  | SD 2  | Pavel Trávníček           | valčík  | „Tři oříšky pro Popelku“ (Karel Svoboda/Tři oříšky pro Popelku) | 4      | 5       | 6       | 4        | 19     |
| 2.  | SD 2  | Veronika Lálová           | valčík  | „Tři oříšky pro Popelku“ (Karel Svoboda/Tři oříšky pro Popelku) | 4      | 5       | 6       | 4        | 19     |
| 3.  | SD 3  | Andrea Sestini Hlaváčková | cha-cha | „Katchi“ (Ofenbach & Nick Waterhouse)                           | 7      | 6       | 5       | 7        | 25     |
| 3.  | SD 3  | Michal Necpál             | cha-cha | „Katchi“ (Ofenbach & Nick Waterhouse)                           | 7      | 6       | 5       | 7        | 25     |
| 4.  | SD 4  | Mirai Navrátil            | samba   | „Straight To Memphis“ (Club des Belugas)                        | 6      | 5       | 6       | 5        | 22     |
| 4.  | SD 4  | Lenka Nora Návorková      | samba   | „Straight To Memphis“ (Club des Belugas)                        | 6      | 5       | 6       | 5        | 22     |
| 5.  | SD 5  | Simona Babčáková          | valčík  | „Ma faille“ (Céline Dion)                                       | 7      | 7       | 7       | 6        | 27     |
| 5.  | SD 5  | Martin Prágr              | valčík  | „Ma faille“ (Céline Dion)                                       | 7      | 7       | 7       | 6        | 27     |
| 6.  | SD 6  | Jan Cina                  | cha-cha | „Bongo Cha Cha Cha“ (Caterina Valente)                          | 8      | 8       | 8       | 8        | 32     |
| 6.  | SD 6  | Adriana Mašková           | cha-cha | „Bongo Cha Cha Cha“ (Caterina Valente)                          | 8      | 8       | 8       | 8        | 32     |
| 7.  | SD 7  | Tereza Černochová         | samba   | „Quando quando quando“ (Emilio Pericoli)                        | 7      | 7       | 7       | 6        | 27     |
| 7.  | SD 7  | Dominik Vodička           | samba   | „Quando quando quando“ (Emilio Pericoli)                        | 7      | 7       | 7       | 6        | 27     |
| 8.  | SD 8  | Martina Viktorie Kopecká  | valčík  | „Most přes minulost“ (Lucie Bílá)                               | 6      | 5       | 6       | 5        | 22     |
| 8.  | SD 8  | Marek Dědík               | valčík  | „Most přes minulost“ (Lucie Bílá)                               | 6      | 5       | 6       | 5        | 22     |
| 9.  | SD 9  | Zděněk Godla              | cha-cha | „Get Up Offa That Thing“ (James Brown)                          | 4      | 4       | 4       | 4        | 16     |
| 9.  | SD 9  | Tereza Prucková           | cha-cha | „Get Up Offa That Thing“ (James Brown)                          | 4      | 4       | 4       | 4        | 16     |
| 10. | SD 10 | Tomáš Verner              | samba   | „Já žil, jak jsem žil“ (Karel Gott)                             | 8      | 8       | 8       | 8        | 32     |
| 10. | SD 10 | Kristýna Coufalová        | samba   | „Já žil, jak jsem žil“ (Karel Gott)                             | 8      | 8       | 8       | 8        | 32     |

### 2. díl – Jiří Suchý 90 (23. října 2021)
Druhý díl byl věnován Jiřímu Suchému, který 1. října oslavil 90. narozeniny. Na hudebníkovy písně se tančili quickstep, slowfox a jive. Tanečním párům při úvodním představování hrál MoonDance Orchestra píseň „Vyvěste fangle“ od Jiřího Suchého a Jiřího Šlitra.
Pavel Trávníček a Veronika Lálová se rozloučili se soutěží tancem na píseň „Pramínek vlasů“ od Jiřího Suchého a Jiřího Šlitra.
| P   | Pár   | Pár                       | Tanec     | Hudba                                          | Body   | Body    | Body    | Body     | Body   |
| P   | Pár   | Pár                       | Tanec     | Hudba                                          | Genzer | Drexler | Tománek | Chlopčík | Celkem |
| --- | ----- | ------------------------- | --------- | ---------------------------------------------- | ------ | ------- | ------- | -------- | ------ |
| 1.  | SD 10 | Tomáš Verner              | quickstep | „Tak abyste to věděla“                         | 8      | 8       | 6       | 7        | 29     |
| 1.  | SD 10 | Kristýna Coufalová        | quickstep | „Tak abyste to věděla“                         | 8      | 8       | 6       | 7        | 29     |
| 2.  | SD 9  | Zdeněk Godla              | slowfox   | „Missisipi“                                    | 5      | 6       | 6       | 4        | 21     |
| 2.  | SD 9  | Tereza Prucková           | slowfox   | „Missisipi“                                    | 5      | 6       | 6       | 4        | 21     |
| 3.  | SD 8  | Martina Viktorie Kopecká  | jive      | „Marnivá sestřenice“ (Jiří Suchý a Jiří Šlitr) | 8      | 6       | 8       | 6        | 28     |
| 3.  | SD 8  | Marek Dědík               | jive      | „Marnivá sestřenice“ (Jiří Suchý a Jiří Šlitr) | 8      | 6       | 8       | 6        | 28     |
| 4.  | SD 7  | Tereza Černochová         | quickstep | „Babetta“                                      | 8      | 7       | 8       | 7        | 30     |
| 4.  | SD 7  | Dominik Vodička           | quickstep | „Babetta“                                      | 8      | 7       | 8       | 7        | 30     |
| 5.  | SD 6  | Jan Cina                  | slowfox   | „Motýl“                                        | 8      | 7       | 6       | 5        | 26     |
| 5.  | SD 6  | Adriana Mašková           | slowfox   | „Motýl“                                        | 8      | 7       | 6       | 5        | 26     |
| 6.  | SD 5  | Simona Babčáková          | jive      | „Honky tonky blues“                            | 6      | 5       | 6       | 5        | 22     |
| 6.  | SD 5  | Martin Prágr              | jive      | „Honky tonky blues“                            | 6      | 5       | 6       | 5        | 22     |
| 7.  | SD 4  | Mirai Navrátil            | quickstep | „Šišlala“                                      | 7      | 6       | 8       | 5        | 26     |
| 7.  | SD 4  | Lenka Nora Návorková      | quickstep | „Šišlala“                                      | 7      | 6       | 8       | 5        | 26     |
| 8.  | SD 3  | Andrea Sestini Hlaváčková | slowfox   | „Kapitáne, kam s tou lodí“                     | 7      | 7       | 6       | 5        | 25     |
| 8.  | SD 3  | Michal Necpál             | slowfox   | „Kapitáne, kam s tou lodí“                     | 7      | 7       | 6       | 5        | 25     |
| 9.  | SD 2  | Pavel Trávníček           | jive      | „Škrhola“                                      | 4      | 4       | 5       | 4        | 17     |
| 9.  | SD 2  | Veronika Lálová           | jive      | „Škrhola“                                      | 4      | 4       | 5       | 4        | 17     |
| 10. | SD 1  | Marika Šoposká            | quickstep | „Malé kotě“                                    | 7      | 7       | 7       | 5        | 26     |
| 10. | SD 1  | Robin Ondráček            | quickstep | „Malé kotě“                                    | 7      | 7       | 7       | 5        | 26     |

### 3. díl – Kouzelný večer (30. října 2021)
Tématem třetího večera bylo tajemno a tančili se cha-cha, tango a waltz. Tance doplnily prvky kouzel a čar. Kvůli nařízené karanténě vystoupilo jen sedm párů a za tři profesionální tanečníky nastoupili náhradníci. I proto soutěž mimořádně nikdo neopustil, hlasy poroty a diváků byly započítány do čtvrtého večera. Tanečním párům při úvodním představování hrál MoonDance Orchestra skladbu ze seriálu Pan Tau od Jaromíra Vomáčky. O úvodní vystoupení se postarala taneční skupina DEKKADANCERS, která předvedla současný tanec na písně „One Step Closer“ od Linkin Park a „Sleep Walk“ od dua Santo & Johnny.
Závěrečnou písní 3. večera byla „Rock DJ“ od Robbieho Williamse.
| P  | Pár   | Pár                       | Tanec   | Hudba                                                   | Body   | Body    | Body    | Body     | Body   |
| P  | Pár   | Pár                       | Tanec   | Hudba                                                   | Genzer | Drexler | Tománek | Chlopčík | Celkem |
| -- | ----- | ------------------------- | ------- | ------------------------------------------------------- | ------ | ------- | ------- | -------- | ------ |
| 1. | SD 7  | Tereza Černochová         | cha-cha | „Sweet Dreams“ (Eurythmics)                             | 7      | 7       | 7       | 6        | 27     |
| 1. | SD 7  | Michal Kurtiš             | cha-cha | „Sweet Dreams“ (Eurythmics)                             | 7      | 7       | 7       | 6        | 27     |
| 2. | SD 8  | Martina Viktorie Kopecká  | tango   | „The Addams Family Theme“ (Vic Mizzy/The Addams Family) | 8      | 7       | 8       | 7        | 30     |
| 2. | SD 8  | Marek Dědík               | tango   | „The Addams Family Theme“ (Vic Mizzy/The Addams Family) | 8      | 7       | 8       | 7        | 30     |
| 3. | SD 9  | Zdeněk Godla              | waltz   | „A Child Is Born“ (Thad Jones)                          | 7      | 8       | 7       | 7        | 29     |
| 3. | SD 9  | Tereza Prucková           | waltz   | „A Child Is Born“ (Thad Jones)                          | 7      | 8       | 7       | 7        | 29     |
| 4. | SD 1  | Marika Šoposká            | cha-cha | „Thriller“ (Michael Jackson)                            | 6      | 6       | 7       | 6        | 25     |
| 4. | SD 1  | Michal Bureš              | cha-cha | „Thriller“ (Michael Jackson)                            | 6      | 6       | 7       | 6        | 25     |
| 5. | SD 3  | Andrea Sestini Hlaváčková | waltz   | „Nocturne“ (Secret Garden)                              | 8      | 8       | 8       | 8        | 32     |
| 5. | SD 3  | Jakub Necpál              | waltz   | „Nocturne“ (Secret Garden)                              | 8      | 8       | 8       | 8        | 32     |
| 6. | SD 10 | Tomáš Verner              | cha-cha | „Men in Black“ (Will Smith)                             | 9      | 9       | 8       | 6        | 32     |
| 6. | SD 10 | Kristýna Coufalová        | cha-cha | „Men in Black“ (Will Smith)                             | 9      | 9       | 8       | 6        | 32     |
| 7. | SD 6  | Jan Cina                  | waltz   | „What'll I Do“ (Alison Krauss/Úsměv Mony Lisy)          | 9      | 8       | 8       | 9        | 34     |
| 7. | SD 6  | Adriana Mašková           | waltz   | „What'll I Do“ (Alison Krauss/Úsměv Mony Lisy)          | 9      | 8       | 8       | 9        | 34     |

### 4. díl (6. listopadu 2021)
V rámci čtvrtého dílu se představilo osm zbývajících párů a zatančili paso doble, tango a rumbu. Původně se večera měl zúčastnit i taneční pár Simona Babčáková a Martin Prágr, ze zdravotních důvodů ale nevystoupil a hned při zahájení večera byl oznámen jejich konec v soutěži.
Zdeněk Godla a Tereza Prucková se rozloučili se soutěží tancem na píseň „She“ od Charlesa Aznavoura.
| P  | Pár   | Pár                       | Tanec      | Hudba                                                   | Body   | Body    | Body    | Body     | Body   |
| P  | Pár   | Pár                       | Tanec      | Hudba                                                   | Genzer | Drexler | Tománek | Chlopčík | Celkem |
| -- | ----- | ------------------------- | ---------- | ------------------------------------------------------- | ------ | ------- | ------- | -------- | ------ |
| 1. | SD 6  | Jan Cina                  | paso doble | „Montekové a Kapuleti“ (Sergej Prokofjev/Romeo a Julie) | 9      | 9       | 9       | 8        | 35     |
| 1. | SD 6  | Adriana Mašková           | paso doble | „Montekové a Kapuleti“ (Sergej Prokofjev/Romeo a Julie) | 9      | 9       | 9       | 8        | 35     |
| 2. | SD 1  | Marika Šoposká            | tango      | „Believer“ (Imagine Dragons)                            | 7      | 7       | 8       | 7        | 29     |
| 2. | SD 1  | Robin Ondráček            | tango      | „Believer“ (Imagine Dragons)                            | 7      | 7       | 8       | 7        | 29     |
| 3. | SD 7  | Tereza Černochová         | tango      | „Danzarín“ (Aníbal Troilo)                              | 10     | 9       | 10      | 10       | 39     |
| 3. | SD 7  | Dominik Vodička           | tango      | „Danzarín“ (Aníbal Troilo)                              | 10     | 9       | 10      | 10       | 39     |
| 4. | SD 9  | Zdeněk Godla              | paso doble | „A tsygan idet“ (Nikita Michalkov)                      | 5      | 6       | 6       | 5        | 22     |
| 4. | SD 9  | Tereza Prucková           | paso doble | „A tsygan idet“ (Nikita Michalkov)                      | 5      | 6       | 6       | 5        | 22     |
| 5. | SD 10 | Tomáš Verner              | tango      | „Si soy así“ (Carlos Gardel)                            | 9      | 9       | 9       | 9        | 36     |
| 5. | SD 10 | Kristýna Coufalová        | tango      | „Si soy así“ (Carlos Gardel)                            | 9      | 9       | 9       | 9        | 36     |
| 6. | SD 8  | Martina Viktorie Kopecká  | rumba      | „When We Were Young“ (Adele)                            | 7      | 7       | 7       | 6        | 27     |
| 6. | SD 8  | Marek Dědík               | rumba      | „When We Were Young“ (Adele)                            | 7      | 7       | 7       | 6        | 27     |
| 7. | SD 4  | Mirai Navrátil            | tango      | „Gipsy Tango“ (Orchester Werner Tauber)                 | 7      | 7       | 7       | 6        | 27     |
| 7. | SD 4  | Lenka Nora Návorková      | tango      | „Gipsy Tango“ (Orchester Werner Tauber)                 | 7      | 7       | 7       | 6        | 27     |
| 8. | SD 3  | Andrea Sestini Hlaváčková | paso doble | „Bella ciao“                                            | 8      | 8       | 8       | 7        | 31     |
| 8. | SD 3  | Michal Necpál             | paso doble | „Bella ciao“                                            | 8      | 8       | 8       | 7        | 31     |

### 5. díl – Filmové písně (13. listopadu 2021)
Pátá soutěžní sobota byla věnována filmovým hitům, kdy páry tenčili jive, valčík a cha-chu. Večer zahájili tanečníci Julien Silliau a Bára Halčáková akrobatickým vystoupením s gymnastickým kolem na skladbu „Main Title“ od Marka Mancinu z filmu Nebezpečná rychlost. Při představování tanečných párů zněla v podání MoonDance Orchestra skladba „Gonna Fly Now“ od Billa Contiho z filmu Rocky.
Marika Šoposká a Robin Ondráček se rozloučili se soutěží tancem na píseň „Gabriel's Oboe“ od Ennia Morriconeho z filmu Mise.
| P  | Pár   | Pár                       | Tanec   | Hudba                                                        | Body   | Body    | Body    | Body     | Body   |
| P  | Pár   | Pár                       | Tanec   | Hudba                                                        | Genzer | Drexler | Tománek | Chlopčík | Celkem |
| -- | ----- | ------------------------- | ------- | ------------------------------------------------------------ | ------ | ------- | ------- | -------- | ------ |
| 1. | SD 4  | Mirai Navrátil            | jive    | „Jednou mi fotr povídá“ (Jan Kalousek/Šakalí léta)           | 8      | 9       | 8       | 8        | 33     |
| 1. | SD 4  | Lenka Nora Návorková      | jive    | „Jednou mi fotr povídá“ (Jan Kalousek/Šakalí léta)           | 8      | 9       | 8       | 8        | 33     |
| 2. | SD 3  | Andrea Sestini Hlaváčková | valčík  | „Stop“ (Jamelia/Bridget Jonesová: S rozumem v koncích)       | 7      | 7       | 7       | 6        | 27     |
| 2. | SD 3  | Jakub Necpál              | valčík  | „Stop“ (Jamelia/Bridget Jonesová: S rozumem v koncích)       | 7      | 7       | 7       | 6        | 27     |
| 3. | SD 10 | Tomáš Verner              | jive    | „DuckTales Theme“ (Jeff Pescetto/Kačeří příběhy)             | 9      | 9       | 9       | 9        | 36     |
| 3. | SD 10 | Kristýna Coufalová        | jive    | „DuckTales Theme“ (Jeff Pescetto/Kačeří příběhy)             | 9      | 9       | 9       | 9        | 36     |
| 4. | SD 1  | Marika Šoposká            | jive    | „Lollipop“ (Sophie Green/Planeta 51)                         | 8      | 7       | 9       | 8        | 32     |
| 4. | SD 1  | Robin Ondráček            | jive    | „Lollipop“ (Sophie Green/Planeta 51)                         | 8      | 7       | 9       | 8        | 32     |
| 5. | SD 8  | Martina Viktorie Kopecká  | cha-cha | „Bang! Bang!“ (Joe Cuba Sextet/Vlk z Wall Street)            | 6      | 6       | 6       | 5        | 23     |
| 5. | SD 8  | Marek Dědík               | cha-cha | „Bang! Bang!“ (Joe Cuba Sextet/Vlk z Wall Street)            | 6      | 6       | 6       | 5        | 23     |
| 6. | SD 7  | Tereza Černochová         | jive    | „Lady Sugar“ (Mad Nut And His Raisins/Bourák)                | 8      | 8       | 9       | 7        | 32     |
| 6. | SD 7  | Dominik Vodička           | jive    | „Lady Sugar“ (Mad Nut And His Raisins/Bourák)                | 8      | 8       | 9       | 7        | 32     |
| 7. | SD 6  | Jan Cina                  | valčík  | „La Complainte de la Butte“ (Rufus Wainwright/Moulin Rouge!) | 7      | 5       | 6       | 4        | 22     |
| 7. | SD 6  | Adriana Mašková           | valčík  | „La Complainte de la Butte“ (Rufus Wainwright/Moulin Rouge!) | 7      | 5       | 6       | 4        | 22     |

### 6. díl (20. listopadu 2021)
V šestém díle se kromě waltzu, slowfoxu a samby tančil při souboji dvou týmů poprvé v historii StarDance i charleston a to na píseň „Golden Nugget“ od The Firehouse Charleston Band.
Andrea Sestini Hlaváčková a Jakub Necpál se rozloučili se soutěží tancem na píseň „Will You Still Love Me Tomorrow?" od Amy Winehouse.
| P  | Pár   | Pár                       | Tanec   | Hudba                                        | Body   | Body    | Body    | Body  | Body   | Body   |
| P  | Pár   | Pár                       | Tanec   | Hudba                                        | Genzer | Drexler | Tománek | Kuneš | Souboj | Celkem |
| -- | ----- | ------------------------- | ------- | -------------------------------------------- | ------ | ------- | ------- | ----- | ------ | ------ |
| 1. | SD 8  | Martina Viktorie Kopecká  | waltz   | „How Long Will I Love You“ (Ellie Goulding)  | 7      | 6       | 7       | 6     | 0      | 26     |
| 1. | SD 8  | Marek Dědík               | waltz   | „How Long Will I Love You“ (Ellie Goulding)  | 7      | 6       | 7       | 6     | 0      | 26     |
| 2. | SD 10 | Tomáš Verner              | slowfox | „All About That Bass“ (Postmodern Jukebox)   | 9      | 9       | 10      | 7     | 1      | 36     |
| 2. | SD 10 | Kristýna Coufalová        | slowfox | „All About That Bass“ (Postmodern Jukebox)   | 9      | 9       | 10      | 7     | 1      | 36     |
| 3. | SD 6  | Jan Cina                  | samba   | „Mas que nada“ (Sérgio Mendes)               | 9      | 8       | 9       | 8     | 0      | 34     |
| 3. | SD 6  | Adriana Mašková           | samba   | „Mas que nada“ (Sérgio Mendes)               | 9      | 8       | 9       | 8     | 0      | 34     |
| 4. | SD 7  | Tereza Černochová         | slowfox | „L'important c'est la rose“ (Gilbert Bécaud) | 9      | 9       | 10      | 8     | 1      | 37     |
| 4. | SD 7  | Dominik Vodička           | slowfox | „L'important c'est la rose“ (Gilbert Bécaud) | 9      | 9       | 10      | 8     | 1      | 37     |
| 5. | SD 3  | Andrea Sestini Hlaváčková | samba   | „María“ (Ricky Martin)                       | 8      | 8       | 8       | 9     | 0      | 33     |
| 5. | SD 3  | Jakub Necpál              | samba   | „María“ (Ricky Martin)                       | 8      | 8       | 8       | 9     | 0      | 33     |
| 6. | SD 4  | Mirai Navrátil            | slowfox | „Make My Day“ (C-mon & Kypski)               | 8      | 7       | 8       | 8     | 1      | 32     |
| 6. | SD 4  | Lenka Nora Návorková      | slowfox | „Make My Day“ (C-mon & Kypski)               | 8      | 7       | 8       | 8     | 1      | 32     |

### 7. díl – Večer pro Paraple (27. listopadu 2021)
Sedmý večer byl již popáté benefiční, získaný finanční obnos byl věnován Centru Paraple. Změnou oproti předchozím benefičním večerům bylo, že klienti Centra Paraple netančili s pěti soutěžními páry, ale stali se jejich patrony. Společně se však představili s tanečními páry v druhé části večera s tancem na choreografii Marka Zelinky, kdy zatančili na píseň „Fly Me To The Moon“ od Julie London. Jako obvykle se i tentokrát v tomto kole nevyřazovalo. V tomto kole se tančili rumba, quickstep a tango. Na úvod večera zatančili Helena Kašická a Peter Vidašič na píseň „Milim" od Harela Skaata.
Závěrečnou písní 7. večera byla „Always Look on the Bright Side of Life“ od Erica Idlea.
| P  | Pár   | Pár                      | Tanec     | Hudba                                     | Body   | Body    | Body    | Body  | Body   |
| P  | Pár   | Pár                      | Tanec     | Hudba                                     | Genzer | Drexler | Tománek | Kuneš | Celkem |
| -- | ----- | ------------------------ | --------- | ----------------------------------------- | ------ | ------- | ------- | ----- | ------ |
| 1. | SD 7  | Tereza Černochová        | rumba     | „Why“ (Annie Lennox)                      | 8      | 8       | 8       | 8     | 32     |
| 1. | SD 7  | Dominik Vodička          | rumba     | „Why“ (Annie Lennox)                      | 8      | 8       | 8       | 8     | 32     |
| 2. | SD 8  | Martina Viktorie Kopecká | quickstep | „Sing, Sing, Sing“ (Benny Goodman)        | 6      | 6       | 7       | 6     | 25     |
| 2. | SD 8  | Marek Dědík              | quickstep | „Sing, Sing, Sing“ (Benny Goodman)        | 6      | 6       | 7       | 6     | 25     |
| 3. | SD 4  | Mirai Navrátil           | rumba     | „Some Kind of Wonderful“ (Peter Cincotti) | 7      | 7       | 7       | 7     | 28     |
| 3. | SD 4  | Tereza Prucková          | rumba     | „Some Kind of Wonderful“ (Peter Cincotti) | 7      | 7       | 7       | 7     | 28     |
| 4. | SD 6  | Jan Cina                 | tango     | „The Time Is Now“ (Moloko)                | 10     | 9       | 9       | 10    | 38     |
| 4. | SD 6  | Adriana Mašková          | tango     | „The Time Is Now“ (Moloko)                | 10     | 9       | 9       | 10    | 38     |
| 5. | SD 10 | Tomáš Verner             | rumba     | „Hotel California“ (Eagles)               | 10     | 10      | 10      | 9     | 39     |
| 5. | SD 10 | Kristýna Coufalová       | rumba     | „Hotel California“ (Eagles)               | 10     | 10      | 10      | 9     | 39     |

### 8. díl (4. prosince 2021)
V 8. díle se tančili valčík, jive a paso doble. Při druhém tanci se ke každému ze čtyř párů  připojila taneční skupina (company) a předvedli současný tanec. Z důvodu nemoci na parketě chyběl pár Mirai Navrátil a Lenka Nora Návorková. Jelikož to byla jejich druhá neúčast, museli ze soutěže odstoupit.
Tereza Černochová a Dominik Vodička se rozloučili se soutěží tancem na píseň „Mama, I'm Coming Home" od Ozzyho Osbournea.
| P  | Pár   | Pár                      | Tanec          | Hudba                                                                                   | Body   | Body    | Body    | Body     | Body   |
| P  | Pár   | Pár                      | Tanec          | Hudba                                                                                   | Genzer | Drexler | Tománek | Chlopčík | Celkem |
| -- | ----- | ------------------------ | -------------- | --------------------------------------------------------------------------------------- | ------ | ------- | ------- | -------- | ------ |
| 1. | SD 10 | Tomáš Verner             | valčík         | „Django“ (Luis Bacalov & Rocky Roberts/Nespoutaný Django)                               | 9      | 9       | 8       | 8        | 34     |
| 1. | SD 10 | Kristýna Coufalová       | valčík         | „Django“ (Luis Bacalov & Rocky Roberts/Nespoutaný Django)                               | 9      | 9       | 8       | 8        | 34     |
| 2. | SD 6  | Jan Cina                 | jive           | „Upside Down“ (Paloma Faith)                                                            | 8      | 7       | 7       | 7        | 29     |
| 2. | SD 6  | Adriana Mašková          | jive           | „Upside Down“ (Paloma Faith)                                                            | 8      | 7       | 7       | 7        | 29     |
| 3. | SD 8  | Martina Viktorie Kopecká | paso doble     | „La Llorona“ (Angélica Vale & Marco Antonio Solís/Coco)                                 | 7      | 8       | 8       | 7        | 30     |
| 3. | SD 8  | Marek Dědík              | paso doble     | „La Llorona“ (Angélica Vale & Marco Antonio Solís/Coco)                                 | 7      | 8       | 8       | 7        | 30     |
| 4. | SD 7  | Tereza Černochová        | valčík         | „Ona se brání“ (Karel Černoch)                                                          | 9      | 9       | 10      | 9        | 37     |
| 4. | SD 7  | Dominik Vodička          | valčík         | „Ona se brání“ (Karel Černoch)                                                          | 9      | 9       | 10      | 9        | 37     |
| 5. | SD 10 | Tomáš Verner             | současný tanec | „The Hanging Tree“ (James Newton Howard & Jennifer Lawrence/ Hunger Games: Síla vzdoru) | 10     | 10      | 10      | 10       | 40     |
| 5. | SD 10 | Kristýna Coufalová       | současný tanec | „The Hanging Tree“ (James Newton Howard & Jennifer Lawrence/ Hunger Games: Síla vzdoru) | 10     | 10      | 10      | 10       | 40     |
| 6. | SD 6  | Jan Cina                 | současný tanec | „Somebody That I Used to Know“ (Gotye)                                                  | 10     | 10      | 10      | 10       | 40     |
| 6. | SD 6  | Adriana Mašková          | současný tanec | „Somebody That I Used to Know“ (Gotye)                                                  | 10     | 10      | 10      | 10       | 40     |
| 7. | SD 8  | Martina Viktorie Kopecká | současný tanec | „Theme From Schindler's List“ (John Williams/Schindlerův seznam)                        | 10     | 9       | 10      | 10       | 39     |
| 7. | SD 8  | Marek Dědík              | současný tanec | „Theme From Schindler's List“ (John Williams/Schindlerův seznam)                        | 10     | 9       | 10      | 10       | 39     |
| 8. | SD 7  | Tereza Černochová        | současný tanec | „Ashes“ (Céline Dion)                                                                   | 9      | 8       | 8       | 9        | 34     |
| 8. | SD 7  | Dominik Vodička          | současný tanec | „Ashes“ (Céline Dion)                                                                   | 9      | 8       | 8       | 9        | 34     |

### 9. díl – Semifinále (11. prosince 2021)
Podobu devátého večera výrazně ovlivnili porotci. Tři z nich měli příležitost reálně působit na taneční vystoupení párů (původně měly být v tomto kole čtyři páry a každý porotce měl mentorovat jeden pár). Zdeněk Chlopčík spolupracoval s párem Tomáš Verner a Kristýna Coufalová, Jan Tománek s Martinou Viktorií Kopeckou a Markem Dědíkem a Tatiana Drexler mentorovala pár Jan Cina a Adriana Mašková. Semifinálový večer zahájili všichni členové poroty společnou sambou na píseň „Magalenha" od Sérgia Mendese. V tomto díle nikdo nevypadl, i když moderátoři zpočátku avizovali, že jeden pár vypadne a díl probíhal jako standardní soutěžní. Postup všech tří párů do finále měl být překvapením, které bylo odhaleno až na konci večera. Hlasy poroty a diváků byly započítány do posledního večera. Před rozhodnutím o postupujících do finále vystoupil se žonglérským číslem Filip Zahradnický na skladbu „Chimp Rave“ od Manua Delaga.
Závěrečnou písní 7. večera byla „Mercy“ od Duffy.
| P  | Pár   | Pár                      | Tanec      | Hudba                                            | Body   | Body    | Body    | Body     | Body   |
| P  | Pár   | Pár                      | Tanec      | Hudba                                            | Genzer | Drexler | Tománek | Chlopčík | Celkem |
| -- | ----- | ------------------------ | ---------- | ------------------------------------------------ | ------ | ------- | ------- | -------- | ------ |
| 1. | SD 8  | Martina Viktorie Kopecká | slowfox    | „En chantant“ (Louane Emera)                     | 8      | 8       | 8       | 8        | 32     |
| 1. | SD 8  | Marek Dědík              | slowfox    | „En chantant“ (Louane Emera)                     | 8      | 8       | 8       | 8        | 32     |
| 2. | SD 10 | Tomáš Verner             | paso doble | „España cañí“ (Pascual Marquina Narro)           | 10     | 9       | 10      | 10       | 39     |
| 2. | SD 10 | Kristýna Coufalová       | paso doble | „España cañí“ (Pascual Marquina Narro)           | 10     | 9       | 10      | 10       | 39     |
| 3. | SD 6  | Jan Cina                 | rumba      | „I Just Can't Stop Loving You“ (Michael Jackson) | 10     | 10      | 10      | 10       | 40     |
| 3. | SD 6  | Adriana Mašková          | rumba      | „I Just Can't Stop Loving You“ (Michael Jackson) | 10     | 10      | 10      | 10       | 40     |
| 4. | SD 8  | Martina Viktorie Kopecká | samba      | „How Gee“ (Black Machine)                        | 9      | 8       | 9       | 8        | 34     |
| 4. | SD 8  | Marek Dědík              | samba      | „How Gee“ (Black Machine)                        | 9      | 8       | 9       | 8        | 34     |
| 5. | SD 10 | Tomáš Verner             | waltz      | „Amar pelos dois“ (Salvador Sobral)              | 10     | 10      | 10      | 10       | 40     |
| 5. | SD 10 | Kristýna Coufalová       | waltz      | „Amar pelos dois“ (Salvador Sobral)              | 10     | 10      | 10      | 10       | 40     |
| 6. | SD 6  | Jan Cina                 | quickstep  | „That Man“ (Caro Emerald)                        | 9      | 9       | 9       | 8        | 35     |
| 6. | SD 6  | Adriana Mašková          | quickstep  | „That Man“ (Caro Emerald)                        | 9      | 9       | 9       | 8        | 35     |

### 10. díl – Finále (18. prosince 2021)
Ve finálovém dílu byl zvolen král a královna tanečního parketu 11. ročníku. Každý pár zatančil svůj nejlepší latinskoamerický tanec, nejlepší standardní tanec, freestyle a nejlepší tanec podle vlastního výběru. Na úvod se ve společném vystoupení na skladbu „Take Five“ od Davea Brubecka představili Jan Bubeníček, Courtney Richardson a István Simon. Na parket se vrátili také vyřazené páry, které zatančili část jednoho ze svých tanců. Ze zdravotních důvodů se finálového večera nezúčastnili Martin Prágr, Robin Ondráček a Dominik Vodička a tak si Marika Šoposká a Tereza Černochová zatančili až společnou vánoční choreografii s ostatními páry 11. řady na píseň „Carol of the Bells“ doprovázení chlapeckým pěveckým sborem Boni pueri.
Závěrečnou písní 11. řady StarDance byla „I Wish“ od Stevieho Wondera.
| P   | Pár   | Pár                      | Tanec      | Hudba                                                                           | Body   | Body    | Body    | Body     | Body   |
| P   | Pár   | Pár                      | Tanec      | Hudba                                                                           | Genzer | Drexler | Tománek | Chlopčík | Celkem |
| --- | ----- | ------------------------ | ---------- | ------------------------------------------------------------------------------- | ------ | ------- | ------- | -------- | ------ |
| 1.  | SD 6  | Jan Cina                 | cha-cha    | „Bongo Cha Cha Cha“ (Caterina Valente)                                          | 10     | 9       | 9       | 10       | 38     |
| 1.  | SD 6  | Adriana Mašková          | cha-cha    | „Bongo Cha Cha Cha“ (Caterina Valente)                                          | 10     | 9       | 9       | 10       | 38     |
| 2.  | SD 10 | Tomáš Verner             | rumba      | „Hotel California“ (Eagles)                                                     | 10     | 10      | 9       | 10       | 39     |
| 2.  | SD 10 | Kristýna Coufalová       | rumba      | „Hotel California“ (Eagles)                                                     | 10     | 10      | 9       | 10       | 39     |
| 3.  | SD 8  | Martina Viktorie Kopecká | jive       | „Marnivá sestřenice“ (Jiří Suchý a Jiří Šlitr)                                  | 8      | 8       | 8       | 8        | 32     |
| 3.  | SD 8  | Marek Dědík              | jive       | „Marnivá sestřenice“ (Jiří Suchý a Jiří Šlitr)                                  | 8      | 8       | 8       | 8        | 32     |
| 4.  | SD 6  | Jan Cina                 | tango      | „The Time Is Now“ (Moloko)                                                      | 10     | 10      | 10      | 10       | 40     |
| 4.  | SD 6  | Adriana Mašková          | tango      | „The Time Is Now“ (Moloko)                                                      | 10     | 10      | 10      | 10       | 40     |
| 5.  | SD 10 | Tomáš Verner             | tango      | „Si soy así“ (Carlos Gardel)                                                    | 10     | 10      | 10      | 10       | 40     |
| 5.  | SD 10 | Kristýna Coufalová       | tango      | „Si soy así“ (Carlos Gardel)                                                    | 10     | 10      | 10      | 10       | 40     |
| 6.  | SD 8  | Martina Viktorie Kopecká | tango      | „The Addams Family Theme“ (Vic Mizzy/The Addams Family)                         | 9      | 8       | 8       | 8        | 33     |
| 6.  | SD 8  | Marek Dědík              | tango      | „The Addams Family Theme“ (Vic Mizzy/The Addams Family)                         | 9      | 8       | 8       | 8        | 33     |
| 7.  | SD 6  | Jan Cina                 | freestyle  | „Can't Stop Feeling Billie Jean's Face“ (Pomplamoose)                           | 10     | 10      | 10      | 10       | 40     |
| 7.  | SD 6  | Adriana Mašková          | freestyle  | „Can't Stop Feeling Billie Jean's Face“ (Pomplamoose)                           | 10     | 10      | 10      | 10       | 40     |
| 8.  | SD 10 | Tomáš Verner             | freestyle  | „In the Mood“ (Glenn Miller)                                                    | 9      | 8       | 9       | 8        | 34     |
| 8.  | SD 10 | Kristýna Coufalová       | freestyle  | „In the Mood“ (Glenn Miller)                                                    | 9      | 8       | 9       | 8        | 34     |
| 9.  | SD 8  | Martina Viktorie Kopecká | freestyle  | „Op. 20, Act II: No. 10, scene. Moderato“ (Petr Iljič Čajkovskij/Labutí jezero) | 10     | 10      | 10      | 10       | 40     |
| 9.  | SD 8  | Marek Dědík              | freestyle  | „Op. 20, Act II: No. 10, scene. Moderato“ (Petr Iljič Čajkovskij/Labutí jezero) | 10     | 10      | 10      | 10       | 40     |
| 10. | SD 6  | Jan Cina                 | paso doble | „Montekové a Kapuleti“ (Sergej Prokofjev/Romeo a Julie)                         | —      | —       | —       | —        | —      |
| 10. | SD 6  | Adriana Mašková          | paso doble | „Montekové a Kapuleti“ (Sergej Prokofjev/Romeo a Julie)                         | —      | —       | —       | —        | —      |
| 11. | SD 10 | Tomáš Verner             | waltz      | „Amar pelos dois“ (Salvador Sobral)                                             | —      | —       | —       | —        | —      |
| 11. | SD 10 | Kristýna Coufalová       | waltz      | „Amar pelos dois“ (Salvador Sobral)                                             | —      | —       | —       | —        | —      |
| 12. | SD 8  | Martina Viktorie Kopecká | paso doble | „La Llorona“ (Angélica Vale & Marco Antonio Solís/Coco)                         | —      | —       | —       | —        | —      |
| 12. | SD 8  | Marek Dědík              | paso doble | „La Llorona“ (Angélica Vale & Marco Antonio Solís/Coco)                         | —      | —       | —       | —        | —      |

## Sledovanost
| P      | Datum premiéry     | Sledovanost | Sledovanost    | Sledovanost    | Sledovanost    | Sledovanost |
| P      | Datum premiéry     | 15+         | Podíl dle věku | Podíl dle věku | Podíl dle věku | Zdroj       |
| P      | Datum premiéry     | 15+         | 15+            | 15–54          | 15–69          | Zdroj       |
| ------ | ------------------ | ----------- | -------------- | -------------- | -------------- | ----------- |
| 1.     | 16. října 2021     | 1 543 000   | 40,2 %         | 35,4 %         | 36,1 %         | [ 37 ]      |
| 2.     | 23. října 2021     | 1 548 000   | 40,3 %         | 35,8 %         | 37,3 %         | [ 38 ]      |
| 3.     | 30. října 2021     | 1 470 000   | 36,5 %         | 34,1 %         | 33,2 %         | [ 39 ]      |
| 4.     | 6. listopadu 2021  | 1 512 500   | 38,1 %         | 35,0 %         | 34,3 %         | [ 40 ]      |
| 5.     | 13. listopadu 2021 | 1 494 500   | 37,8 %         | 34,0 %         | 33,8 %         | [ 41 ]      |
| 6.     | 20. listopadu 2021 | 1 511 500   | 37,2 %         | 32,9 %         | 33,2 %         | [ 42 ]      |
| 7.     | 27. listopadu 2021 | 1 218 000   | 31,3 %         | 27,3 %         | 27,3 %         | [ 43 ]      |
| 8.     | 4. prosince 2021   | 1 402 000   | 36,7 %         | 34,0 %         | 33,5 %         | [ 44 ]      |
| 9.     | 11. prosince 2021  | 1 458 500   | 37,6 %         | 33,3 %         | 33,2 %         | [ 45 ]      |
| 10.    | 18. prosince 2021  | 1 617 500   | 46,0 %         | 40,1 %         | 41,2 %         | [ 46 ]      |
| Průměr | Průměr             | 1 477 550   | 38,2 %         | 34,2 %         | 34,3 %         | —           |